# Neko (logiciel)
Pour les articles homonymes, voir Neko.
Neko (ou Oneko selon les versions) est un logiciel libre multiplate-forme consistant en un chat qui poursuit le curseur de la souris.
Neko provient du japonais ねこ que l'on traduit en français par chat.

## Histoire
Neko a été développé pour le NEC PC-9801. Plus tard, il a été mis en avant comme un accessoire de bureau Macintosh en 1989 par Kenji Gotoh avant de devenir un logiciel de X Window par Masayuki Koba. Le programme n'a aucun véritable objectif si ce n'est le divertissement.

## Fonctionnement
Neko se lance comme un petit programme exécutable. Quand le curseur de la souris est déplacé, Neko tente de le poursuivre. 
Au bout d'un certain temps d'inactivité, le chat s'endort, mais se réveille en cas de mouvement brusque. Il baille et se gratte.
Certaines versions permettent de changer l'animal (chien/chat), l'apparence, la taille ainsi que la vitesse, et même le principe général : la souris peut chasser le chat !

## Apparitions
Neko a été employé dans beaucoup de programmes :
- En 1995, un jeu payant pour Macintosh nommé Kitten Shaver utilise des images d'un chat similaire à Neko. Ce jeu obtint un succès si important qu'une suite fut commercialisée en 1997 (Kitten Shaver 2 : Kitty's Revenge).
- Neko a été développé pour beaucoup d'autres systèmes d'exploitation : Windows, Linux, iOS, etc.
- Il existe un économiseur d'écran Neko pour NEXTSTEP.
- Sur Linux, le programme se nomme Oneko.